# V838 Monocerotis
V838 Monocerotis (V838 Mon) è una stella variabile situata nella costellazione dell'Unicorno a circa 20 000 anni luce (6 100 pc) dal nostro Sistema solare. Agli inizi del 2002 è stata registrata un'improvvisa esplosione sulla stella; inizialmente si è pensato che fosse una delle tipiche eruzioni delle stelle note come novae, ma si è subito capito che si trattava di qualcosa di sostanzialmente diverso. La causa dell'esplosione è ancora incerta, ma sono state avanzate alcune ipotesi, che includono la possibilità che si tratti di un'eruzione dovuta ai processi che stanno portando alla morte della stella o la fusione di una stella binaria o di pianeti precipitati sulla stella.
Successivamente a quell'evento, la temperatura ha iniziato a salire rapidamente e nel 2009 era di 3270 K e la sua luminosità 15 000 volte quella del Sole, mentre il raggio è altrettanto rapidamente diminuito a 380 volte quello del Sole, anche se la materia espulsa ha continuato a espandersi, avvolgendo completamente la compagna di classe B.

## Un'esplosione improvvisa

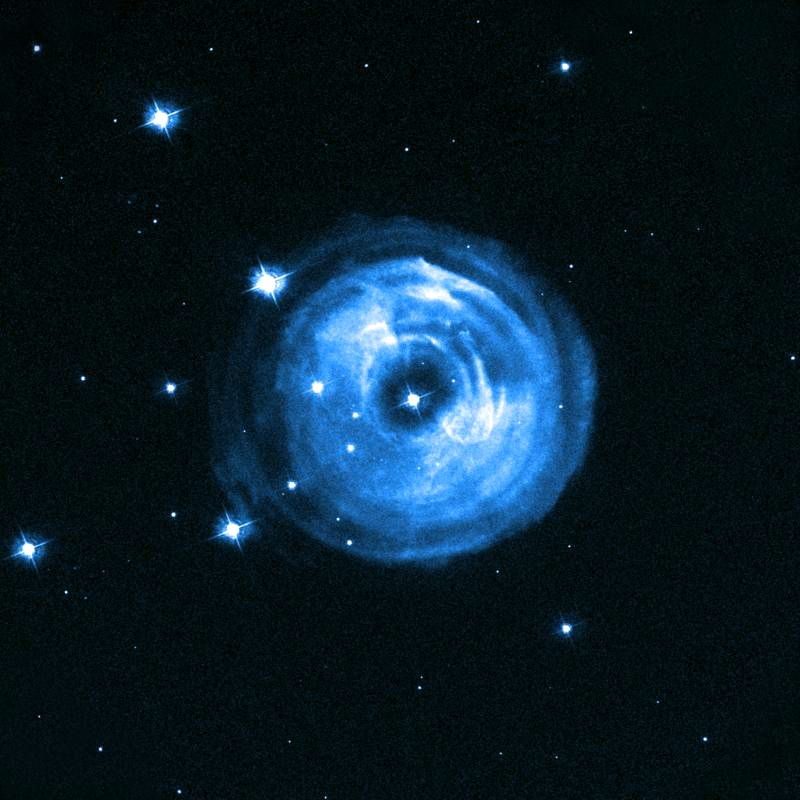
L'eco luminosa di V838 Mon.

Il 6 gennaio 2002 una stella, fino ad allora sconosciuta, di magnitudine apparente V 15,6, si è improvvisamente "accesa"; questo fenomeno ha concentrato l'attenzione degli astronomi sulla costellazione dell'Unicorno. Poiché si trattava di una nuova stella variabile le è stato assegnato il nome di V838 Monocerotis, l'838ª stella variabile scoperta nell'Unicorno. L'iniziale curva di luce la rendeva simile ad una nova, un'esplosione che si verifica qualora una nana bianca, che faccia parte di un sistema binario, accumula abbastanza idrogeno gassoso sulla sua superficie sottraendolo alla stella compagna. Perciò fu denominata anche come Nova Monocerotis 2002. V838 Monocerotis ha raggiunto il picco massimo della sua magnitudine apparente il 6 febbraio 2002, pari a 6,75, dopodiché la luminosità ha iniziato a diminuire velocemente, come ci si aspettava. Tuttavia la stella si è "riaccesa" agli inizi di marzo, emettendo radiazioni per lo più nella lunghezza d'onda degli infrarossi. Si è registrato nuovamente un incremento della luminosità in aprile, ma subito dopo la stella è tornata alla sua luminosità originaria, magnitudine 15,6. La curva di luce prodotta dall'eruzione è estremamente diversa da altre viste in precedenza.
La stella era circa un milione di volte più luminosa del Sole, il che ci fa capire che all'epoca V838 Monocerotis era una delle stelle più luminose della nostra galassia, la Via Lattea. L'improvviso aumento di luminosità è stato causato da una rapida espansione degli strati esterni della stella. La stella è stata osservata mediante l'interferometro dell'Osservatorio di Monte Palomar, che ha calcolato per la stella un raggio di 1570±400 R⊙ (volte più grande di quello solare, paragonabile al raggio dell'orbita di Giove), confermando i primi calcoli indiretti. L'espansione degli strati esterni ha impiegato solo pochi mesi, il che significa che la velocità di espansione era eccezionale. Le leggi della termodinamica dicono che i gas man mano che si espandono si raffreddano; quindi la stella a seguito di questa violenta espulsione è diventata estremamente fredda, virando sempre più verso il rosso del diagramma H-R. Infatti alcuni astronomi ritengono che lo spettro della stella sia oramai diventato molto simile a quello di una nana bruna di tipo L; se fosse vero, V838 Monocerotis sarebbe la prima stella supergigante di tipo L.

### Eventi simili
Negli ultimi anni si sono registrate molte esplosioni simili a quelle avvenute su V838 Monocerotis. Nel 1988 fu scoperta una gigante rossa durante un'eruzione nella Galassia di Andromeda. La stella, chiamata M31-RV, che ha raggiunto nel suo picco massimo una magnitudine assoluta di -9,95 (che corrisponde ad una luminosità ben 7,5 milioni di volte maggiore di quella solare), prima di ritornare al limite dell'invisibilità. Un altro caso si è verificato nella Via Lattea nel 1996; si tratta dell'Oggetto di Sakurai.

## Caratteristiche

Raffronto tra le dimensioni di V838 Monocerotis ed il sistema solare interno.

Negli ultimi anni stanno emergendo alcuni dettagli sulla natura della stella su cui si sono verificate le esplosioni. Basandosi sull'eco luminosa generata dall'esplosione, la distanza della stella fu inizialmente stimata tra i 1900 e i 2900 anni luce. Alla luce dei dati precedenti all'esplosione, si è pensato che si trattasse di una poco luminosa stella di classe F, non molto diversa dal nostro Sole, il che ha posto numerosi enigmi.
Misure più accurate hanno invece dato come risultato una distanza di circa 20 000 anni luce (6,1 kpc). Ciò sta a significare che la stella è molto più luminosa ed ha una massa considerevolmente più grande rispetto alle stime iniziali. Tale massa si aggira probabilmente tra 5 e 10 M⊙, e la luminosità tra 550 e 5000 L⊙. Il raggio della stella, quando essa era ancora nella sequenza principale, doveva essere circa 5 volte più grande di quello del Sole e la temperatura si aggirava sui 4700–30000 K. Inutile a dirsi, si tratta solo di misure approssimative. Munari ed altri (2005) hanno ipotizzato che la stella originaria fosse una supergigante di enorme massa (65 M⊙) e che il sistema stellare non abbia più di 4 milioni di anni di età.
Si parla di sistema infatti perché lo spettro di V838 Monocerotis rivela una compagna, una caldissima stella azzurra di classe B in sequenza principale, probabilmente non molto diversa dalla stella compagna. È inoltre possibile che la stella che ha eruttato fosse lievemente più piccola della compagna e fosse appena entrata nella sequenza principale.
Basandosi sui dati fotometrici e sulla parallasse della compagna, Munari ed il suo team hanno rilevato una distanza ancora maggiore per il sistema, circa 36 000 anni luce (11 kpc).

## L' "eco luminosa"

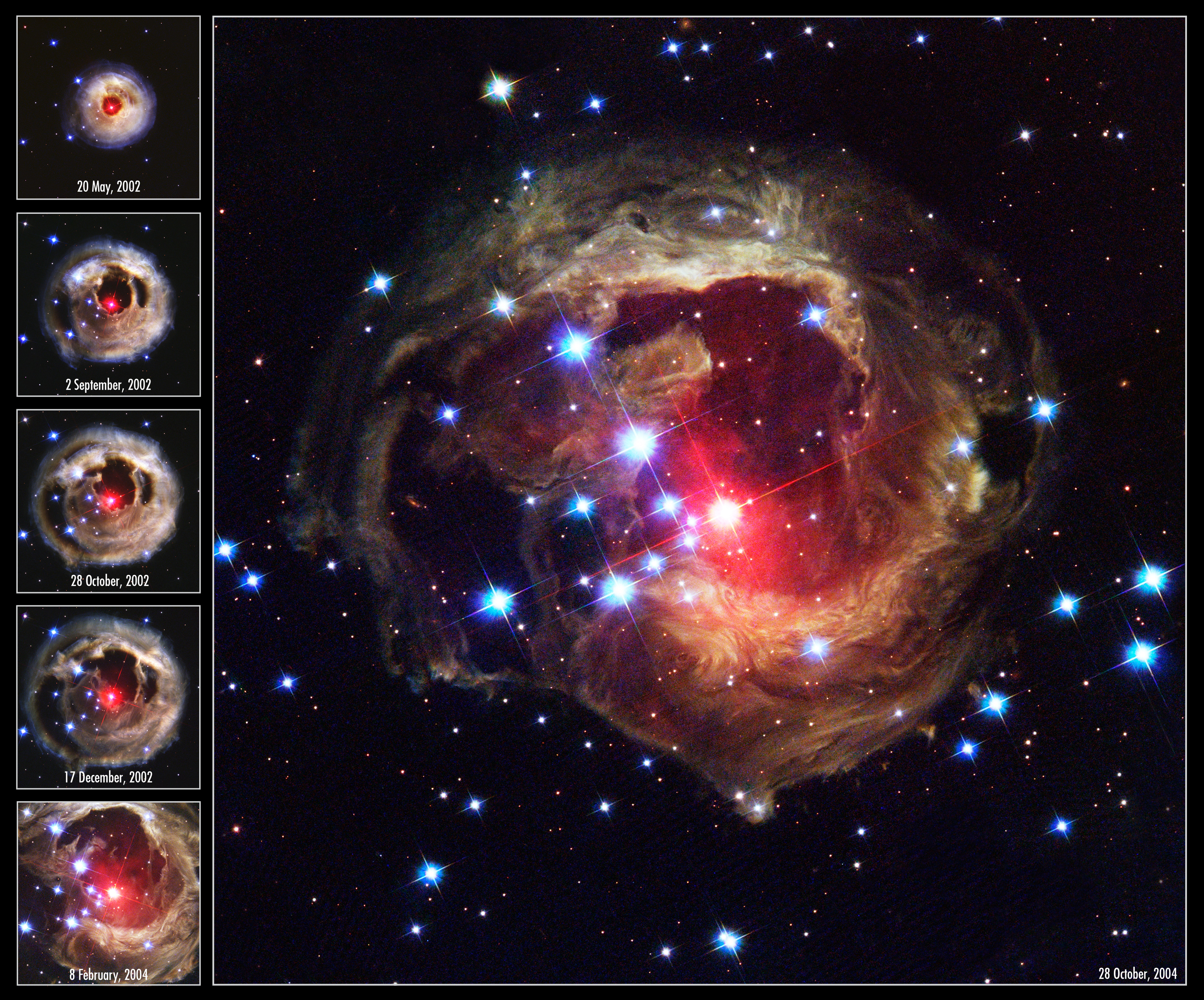
Immagine che mostra l'espansione della nube che si è originata con l'esplosione della stella

Gli oggetti molto luminosi come le novae e le supernovae, subito dopo la loro esplosione, producono un fenomeno noto come eco luminosa. Sulla Terra, subito dopo il fenomeno, giunge la radiazione luminosa; se la luce, durante il suo viaggio, incontra nubi di mezzo interstellare, essa viene in parte riflessa. A causa di questo percorso più lungo, la luce arriva tempo dopo, producendo una sorta di anelli luminosi in espansione intorno alla stella esplosa. Inoltre, la luce che passa per gli anelli sembra andare molto più veloce della velocità della luce.
Nel caso di V838 Monocerotis, l'eco luminosa prodotta era senza precedenti ed è ben documentata dalle immagini del Telescopio Spaziale Hubble. Non è ancora chiaro se la nebulosità possa essere associata alla stella stessa o si trovi tra noi e la stella (anche se dati recenti fanno supporre che sia stata prodotta dalla stella stessa). Se fosse così, i gas di questo inviluppo sarebbero stati prodotti in precedenti eruzioni, il che invaliderebbe parecchi modelli basati sulla teoria dei singoli eventi catastrofici. Tuttavia è evidente che il sistema di V838 Monocerotis è molto giovane ed è ancora inviluppato nella nebulosa dalla quale si sono formati.
Un fatto estremamente interessante è che le primissime eruzioni si sono presentate a lunghezze d'onda minori, tendenti al blu, ed è ben visibile nell'eco luminosa: nelle immagini di HST la parte esterna della nube si presenta di colore bluastro.

## Ipotesi avanzate sulle cause dell'esplosione

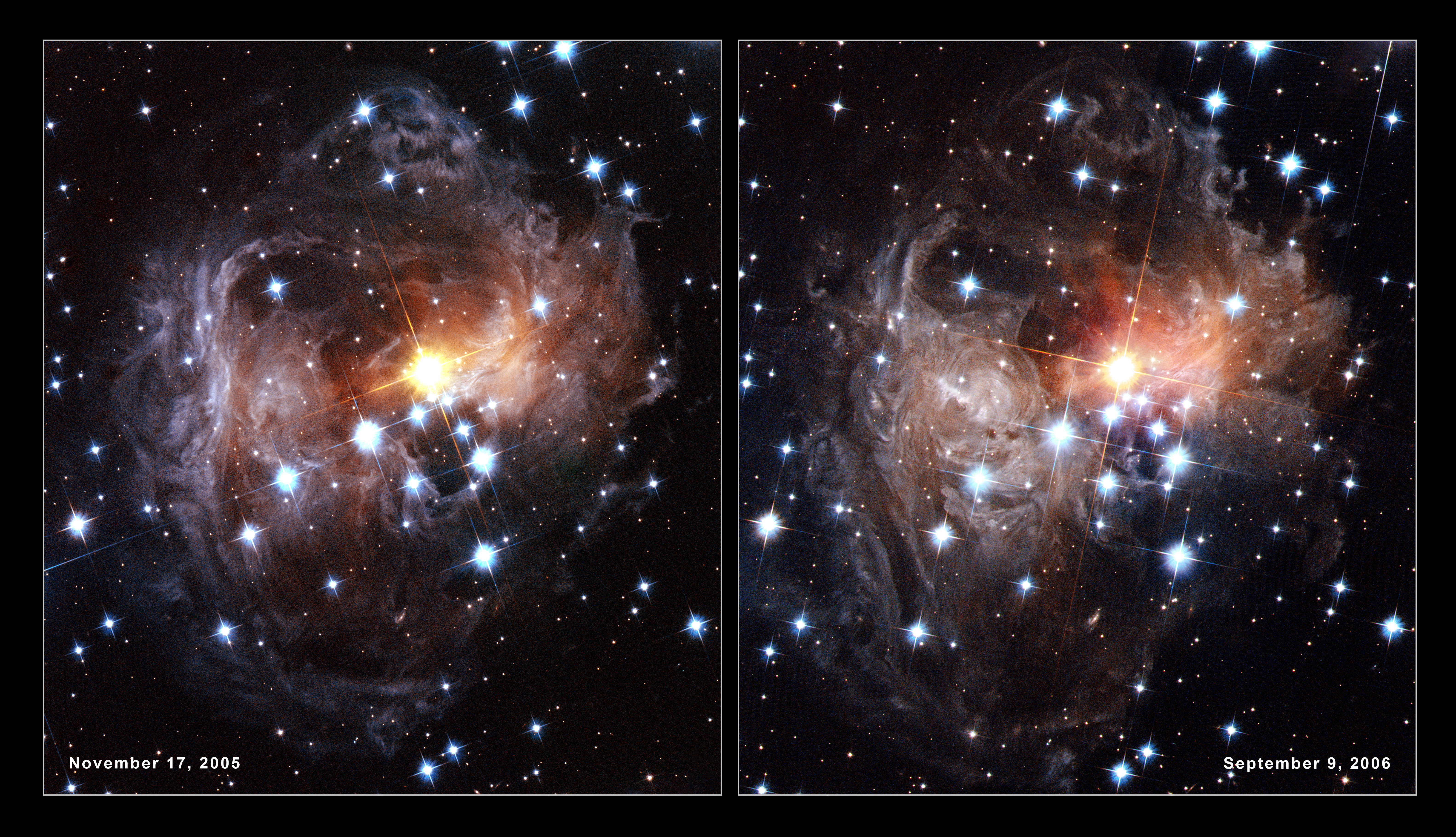
Collage di due immagini riprese nel novembre 2005 e nel settembre 2006 che mostra i cambiamenti occorsi all'eco luminosa di V838 Mon.

Sino ad ora sono state avanzate alcune ipotesi riguardanti le cause che hanno portato a questo improvviso aumento di luminosità della stella.

### Esplosione atipica di una nova
Alcuni scienziati ritengono che si sia trattato della normale esplosione di una nova, seppure apparentemente insolita. Tuttavia questa ipotesi è stata oggetto di confutazioni, dal momento che si è visto che attorno a V838 Mon orbita una giovanissima stella di classe B; le stelle di questa tipologia hanno inoltre una grande massa, per cui si ritiene che non ci sia stato un tempo sufficiente perché una ipotetica nana bianca potesse raffreddarsi ed accrescere abbastanza materiale da causare l'esplosione.

### Pulsazioni termiche in una stella morente
Secondo altri scienziati, V838 Monocerotis potrebbe essere una stella AGB, prossima al termine della sua esistenza. La vasta nebulosità illuminata dall'eco luminosa potrebbe essere costituita da polveri emanate dalla stella stessa durante fenomeni eruttivi simili avvenuti in precedenza. L'incremento di luminosità registrato nel 2002 sarebbe conseguenza del flash dell'elio: nel nucleo di una gigante rossa di massa simile a quella del Sole, l'improvviso incremento di temperatura causa l'innesco del processo di fusione del carbonio, la cui emissione di energia causa una rapida espansione degli strati esterni al nucleo; un evento simile è accaduto nell'oggetto di Sakurai. Tuttavia, gli esiti di diversi studi sostengono che la polvere osservata non sia stata emessa dall'astro, ma che piuttosto sia parte del mezzo interstellare: infatti una stella morente nella fase di espulsione dei suoi strati esterni dovrebbe avere una temperatura appropriatamente calda, mentre la temperatura di V838 Mon suggerisce che non sia ancora giunta a questa fase.

### Reazioni termonucleari in una massiccia supergigante
Alcuni dati forniti dagli astrofisici hanno indotto a ritenere che V838 Monocerotis sia una supergigante rossa con una massa estremamente elevata: in questo caso, l'esplosione sarebbe stata causata, come nell'ipotesi precedente, dal flash dell'elio. Le stelle di grande massa sono soggette molto spesso a violenti fenomeni esplosivi, anche se a seguito di ogni flash dell'elio (se ne verificano infatti diversi) perdono una certa parte della loro massa (mentre buona parte della massa è persa dalla stella massiccia sotto forma di vento durante la sequenza principale) prima di diventare caldissime stelle di Wolf-Rayet. Questa teoria spiega appieno la presenza di un disco di polveri intorno alla stella. Tuttavia depone a sfavore di questa ipotesi la posizione della stella nella Galassia: le misurazioni mostrano infatti che V838 Monocerotis è situata all'esterno del disco galattico, sulla stessa linea di vista del centro galattico, in una regione ricca di stelle molto evolute e in cui il tasso di formazione stellare è piuttosto basso; non è chiaro dunque come in quest'area si possano formare le stelle di grande massa, dal momento che manca la "materia prima", ovvero le nubi molecolari. Sono però note alcune nebulosità in prossimità di questa regione, come Ruprecht 44 e NGC 1893 (la cui età si aggirerebbe sui 4 milioni di anni), situate rispettivamente ad una distanza di 7 e 6 Kpc.

### Ilmergeburst
L'ipotesi ritenuta più probabile prevede che l'esplosione sia stata il risultato di un cosiddetto mergeburst (letteralmente, esplosione di fusione), ovvero la fusione di due stelle di sequenza principale (o una stella di sequenza principale di 8 M☉ ed una stella di pre-sequenza principale di 0,3 M☉). Quest'ipotesi è avvalorata dalla giovane età del sistema e dal fatto che molti sistemi multipli sono tendenzialmenti instabili. La componente di massa minore potrebbe avere avuto un'orbita molto eccentrica o aver deviato verso la compagna più grande a seguito di interazioni mareali. Simulazioni al computer hanno dimostrato appieno la validità di questa teoria, dimostrando inoltre che l'involucro di gas osservato attorno all'oggetto proverrebbe quasi interamente dalla stella più piccola. Inoltre, l'ipotesi della fusione spiegherebbe i numerosi picchi della curva di luce durante l'esplosione.

### L'ipotesi della cattura planetaria
Un'ipotesi suggestiva sostiene che l'esplosione sia l'atto finale della collisione di V838 Monocerotis con i suoi pianeti giganti. Se uno dei pianeti fosse penetrato all'interno dell'atmosfera stellare, il calore dell'atmosfera avrebbe iniziato a rallentare il pianeta nella sua discesa; mentre il pianeta precipitava verso gli strati più interni dell'atmosfera, l'attrito avrebbe raggiunto valori tali da causare un violento e rapido rilascio dell'energia cinetica all'interno della stella. La temperatura avrebbe allora raggiunto un valore tale da innescare la fusione del deuterio, che avrebbe portato ad una rapida espansione (ed un conseguente viraggio al rosso) dell'astro. I successivi picchi di luminosità sarebbero stati causati da due pianeti che sarebbero entrati nell'inviluppo in espansione. I sostenitori di questo modello hanno calcolato che ogni anno avverrebbero 0,4 catture plenetarie in stelle simili al Sole, mentre per le stelle voluminose come V838 Monocerotis la probabilità è di circa 0,5-2,5 eventi all'anno.